# Coelocaulis hyale
Coelocaulis hyale är en mossdjursart som först beskrevs av Hall 1874.  Coelocaulis hyale ingår i släktet Coelocaulis och familjen Fistuliporidae. Inga underarter finns listade i Catalogue of Life.